# Thomas Tøllefsen
Thomas Tøllefsen (Tromsø, 26 settembre 1973) è un ex calciatore norvegese, di ruolo portiere.

## Carriera

### Club
Tra il 1992 e il 2003 Tøllefsen giocò 142 partite di campionato con la maglia del Tromsø. Di queste, 129 furono valide per la massima divisione norvegese.